# 科尔塔恰-苏拉斯特拉达-德尔维诺
科尔塔恰-苏拉斯特拉达-德尔维诺（義大利語：Cortaccia sulla Strada del Vino），常简称为科尔塔恰，是意大利博尔扎诺-上阿迪杰自治省的一个市镇。总面积29平方公里，人口2245人，人口密度77.4人/平方公里（2009年）。ISTAT代码为021024。